# فرانشيسكو بينوسي
فرانشيسكو بينوسي (بالإيطالية: Francesco Benussi)‏ (مواليد 15 أكتوبر 1981 في ميستري - إيطاليا) لاعب كرة قدم إيطالي يلعب حاليا لصالح نادي الدرجة الأولى باليرمو الإيطالي منذ 2010 في مركز حارس مرمى .

## روابط خارجية
- فرانشيسكو بينوسي على موقع قاعدة بيانات كرة القدم.إي يو (الإنجليزية)
- فرانشيسكو بينوسي على موقع Soccerway.com (الإنجليزية)
- فرانشيسكو بينوسي على موقع عالم كرة القدم.نت (الإنجليزية)
- فرانشيسكو بينوسي على موقع كووورة
- فرانشيسكو بينوسي على موقع AS.com (الإسبانية)